# 1130
Portal Geschichte | Portal Biografien | Aktuelle Ereignisse | Jahreskalender | Tagesartikel

◄ |
11. Jahrhundert |
12. Jahrhundert
| 13. Jahrhundert | ►

◄ |
1100er |
1110er |
1120er |
1130er
| 1140er | 1150er | 1160er | ►

◄◄ |
◄ |
1126 |
1127 |
1128 |
1129 |
1130
| 1131 | 1132 | 1133 | 1134 | ► | ►►
Staatsoberhäupter  · Nekrolog
| Januar | Januar | Januar | Januar | Januar | Januar | Januar | Januar |
| Kw     | Mo     | Di     | Mi     | Do     | Fr     | Sa     | So     |
| ------ | ------ | ------ | ------ | ------ | ------ | ------ | ------ |
| 1      |        |        | 1      | 2      | 3      | 4      | 5      |
| 2      | 6      | 7      | 8      | 9      | 10     | 11     | 12     |
| 3      | 13     | 14     | 15     | 16     | 17     | 18     | 19     |
| 4      | 20     | 21     | 22     | 23     | 24     | 25     | 26     |
| 5      | 27     | 28     | 29     | 30     | 31     |        |        |

| Februar | Februar | Februar | Februar | Februar | Februar | Februar | Februar |
| Kw      | Mo      | Di      | Mi      | Do      | Fr      | Sa      | So      |
| ------- | ------- | ------- | ------- | ------- | ------- | ------- | ------- |
| 5       |         |         |         |         |         | 1       | 2       |
| 6       | 3       | 4       | 5       | 6       | 7       | 8       | 9       |
| 7       | 10      | 11      | 12      | 13      | 14      | 15      | 16      |
| 8       | 17      | 18      | 19      | 20      | 21      | 22      | 23      |
| 9       | 24      | 25      | 26      | 27      | 28      |         |         |

| März | März | März | März | März | März | März | März |
| Kw   | Mo   | Di   | Mi   | Do   | Fr   | Sa   | So   |
| ---- | ---- | ---- | ---- | ---- | ---- | ---- | ---- |
| 9    |      |      |      |      |      | 1    | 2    |
| 10   | 3    | 4    | 5    | 6    | 7    | 8    | 9    |
| 11   | 10   | 11   | 12   | 13   | 14   | 15   | 16   |
| 12   | 17   | 18   | 19   | 20   | 21   | 22   | 23   |
| 1    | 24   | 25   | 26   | 27   | 28   | 29   | 30   |
| 14   | 31   |      |      |      |      |      |      |

| April | April | April | April | April | April | April | April |
| Kw    | Mo    | Di    | Mi    | Do    | Fr    | Sa    | So    |
| ----- | ----- | ----- | ----- | ----- | ----- | ----- | ----- |
| 14    |       | 1     | 2     | 3     | 4     | 5     | 6     |
| 15    | 7     | 8     | 9     | 10    | 11    | 12    | 13    |
| 16    | 14    | 15    | 16    | 17    | 18    | 19    | 20    |
| 17    | 21    | 22    | 23    | 24    | 25    | 26    | 27    |
| 18    | 28    | 29    | 30    |       |       |       |       |

| Mai | Mai | Mai | Mai | Mai | Mai | Mai | Mai |
| Kw  | Mo  | Di  | Mi  | Do  | Fr  | Sa  | So  |
| --- | --- | --- | --- | --- | --- | --- | --- |
| 18  |     |     |     | 1   | 2   | 3   | 4   |
| 19  | 5   | 6   | 7   | 8   | 9   | 10  | 11  |
| 20  | 12  | 13  | 14  | 15  | 16  | 17  | 18  |
| 21  | 19  | 20  | 21  | 22  | 23  | 24  | 25  |
| 22  | 26  | 27  | 28  | 29  | 30  | 31  |     |

| Juni | Juni | Juni | Juni | Juni | Juni | Juni | Juni |
| Kw   | Mo   | Di   | Mi   | Do   | Fr   | Sa   | So   |
| ---- | ---- | ---- | ---- | ---- | ---- | ---- | ---- |
| 22   |      |      |      |      |      |      | 1    |
| 23   | 2    | 3    | 4    | 5    | 6    | 7    | 8    |
| 24   | 9    | 10   | 11   | 12   | 13   | 14   | 15   |
| 25   | 16   | 17   | 18   | 19   | 20   | 21   | 22   |
| 26   | 23   | 24   | 25   | 26   | 27   | 28   | 29   |
| 27   | 30   |      |      |      |      |      |      |

| Juli | Juli | Juli | Juli | Juli | Juli | Juli | Juli |
| Kw   | Mo   | Di   | Mi   | Do   | Fr   | Sa   | So   |
| ---- | ---- | ---- | ---- | ---- | ---- | ---- | ---- |
| 27   |      | 1    | 2    | 3    | 4    | 5    | 6    |
| 2    | 7    | 8    | 9    | 10   | 11   | 12   | 13   |
| 29   | 14   | 15   | 16   | 17   | 18   | 19   | 20   |
| 30   | 21   | 22   | 23   | 24   | 25   | 26   | 27   |
| 31   | 28   | 29   | 30   | 31   |      |      |      |

| August | August | August | August | August | August | August | August |
| Kw     | Mo     | Di     | Mi     | Do     | Fr     | Sa     | So     |
| ------ | ------ | ------ | ------ | ------ | ------ | ------ | ------ |
| 31     |        |        |        |        | 1      | 2      | 3      |
| 32     | 4      | 5      | 6      | 7      | 8      | 9      | 10     |
| 33     | 11     | 12     | 13     | 14     | 15     | 16     | 17     |
| 34     | 18     | 19     | 20     | 21     | 22     | 23     | 24     |
| 35     | 25     | 26     | 27     | 28     | 29     | 30     | 31     |

| September | September | September | September | September | September | September | September |
| Kw        | Mo        | Di        | Mi        | Do        | Fr        | Sa        | So        |
| --------- | --------- | --------- | --------- | --------- | --------- | --------- | --------- |
| 36        | 1         | 2         | 3         | 4         | 5         | 6         | 7         |
| 37        | 8         | 9         | 10        | 11        | 12        | 13        | 14        |
| 38        | 15        | 16        | 17        | 18        | 19        | 20        | 21        |
| 39        | 22        | 23        | 24        | 25        | 26        | 27        | 28        |
| 40        | 29        | 30        |           |           |           |           |           |

| Oktober | Oktober | Oktober | Oktober | Oktober | Oktober | Oktober | Oktober |
| Kw      | Mo      | Di      | Mi      | Do      | Fr      | Sa      | So      |
| ------- | ------- | ------- | ------- | ------- | ------- | ------- | ------- |
| 40      |         |         | 1       | 2       | 3       | 4       | 5       |
| 41      | 6       | 7       | 8       | 9       | 10      | 11      | 12      |
| 42      | 13      | 14      | 15      | 16      | 17      | 18      | 19      |
| 43      | 20      | 21      | 22      | 23      | 24      | 25      | 26      |
| 44      | 27      | 28      | 29      | 30      | 31      |         |         |

| November | November | November | November | November | November | November | November |
| Kw       | Mo       | Di       | Mi       | Do       | Fr       | Sa       | So       |
| -------- | -------- | -------- | -------- | -------- | -------- | -------- | -------- |
| 44       |          |          |          |          |          | 1        | 2        |
| 45       | 3        | 4        | 5        | 6        | 7        | 8        | 9        |
| 46       | 10       | 11       | 12       | 13       | 14       | 15       | 16       |
| 47       | 17       | 18       | 19       | 20       | 21       | 22       | 23       |
| 48       | 24       | 25       | 26       | 27       | 28       | 29       | 30       |

| Dezember | Dezember | Dezember | Dezember | Dezember | Dezember | Dezember | Dezember |
| Kw       | Mo       | Di       | Mi       | Do       | Fr       | Sa       | So       |
| -------- | -------- | -------- | -------- | -------- | -------- | -------- | -------- |
| 49       | 1        | 2        | 3        | 4        | 5        | 6        | 7        |
| 50       | 8        | 9        | 10       | 11       | 12       | 13       | 14       |
| 51       | 15       | 16       | 17       | 18       | 19       | 20       | 21       |
| 52       | 22       | 23       | 24       | 25       | 26       | 27       | 28       |
| 1        | 29       | 30       | 31       |          |          |          |          |

| Januar | Januar | Januar | Januar | Januar | Januar | Januar | Januar |
| Kw     | Mo     | Di     | Mi     | Do     | Fr     | Sa     | So     |
| ------ | ------ | ------ | ------ | ------ | ------ | ------ | ------ |
| 1      |        |        | 1      | 2      | 3      | 4      | 5      |
| 2      | 6      | 7      | 8      | 9      | 10     | 11     | 12     |
| 3      | 13     | 14     | 15     | 16     | 17     | 18     | 19     |
| 4      | 20     | 21     | 22     | 23     | 24     | 25     | 26     |
| 5      | 27     | 28     | 29     | 30     | 31     |        |        |

| Februar | Februar | Februar | Februar | Februar | Februar | Februar | Februar |
| Kw      | Mo      | Di      | Mi      | Do      | Fr      | Sa      | So      |
| ------- | ------- | ------- | ------- | ------- | ------- | ------- | ------- |
| 5       |         |         |         |         |         | 1       | 2       |
| 6       | 3       | 4       | 5       | 6       | 7       | 8       | 9       |
| 7       | 10      | 11      | 12      | 13      | 14      | 15      | 16      |
| 8       | 17      | 18      | 19      | 20      | 21      | 22      | 23      |
| 9       | 24      | 25      | 26      | 27      | 28      |         |         |

| März | März | März | März | März | März | März | März |
| Kw   | Mo   | Di   | Mi   | Do   | Fr   | Sa   | So   |
| ---- | ---- | ---- | ---- | ---- | ---- | ---- | ---- |
| 9    |      |      |      |      |      | 1    | 2    |
| 10   | 3    | 4    | 5    | 6    | 7    | 8    | 9    |
| 11   | 10   | 11   | 12   | 13   | 14   | 15   | 16   |
| 12   | 17   | 18   | 19   | 20   | 21   | 22   | 23   |
| 1    | 24   | 25   | 26   | 27   | 28   | 29   | 30   |
| 14   | 31   |      |      |      |      |      |      |

| April | April | April | April | April | April | April | April |
| Kw    | Mo    | Di    | Mi    | Do    | Fr    | Sa    | So    |
| ----- | ----- | ----- | ----- | ----- | ----- | ----- | ----- |
| 14    |       | 1     | 2     | 3     | 4     | 5     | 6     |
| 15    | 7     | 8     | 9     | 10    | 11    | 12    | 13    |
| 16    | 14    | 15    | 16    | 17    | 18    | 19    | 20    |
| 17    | 21    | 22    | 23    | 24    | 25    | 26    | 27    |
| 18    | 28    | 29    | 30    |       |       |       |       |

| Mai | Mai | Mai | Mai | Mai | Mai | Mai | Mai |
| Kw  | Mo  | Di  | Mi  | Do  | Fr  | Sa  | So  |
| --- | --- | --- | --- | --- | --- | --- | --- |
| 18  |     |     |     | 1   | 2   | 3   | 4   |
| 19  | 5   | 6   | 7   | 8   | 9   | 10  | 11  |
| 20  | 12  | 13  | 14  | 15  | 16  | 17  | 18  |
| 21  | 19  | 20  | 21  | 22  | 23  | 24  | 25  |
| 22  | 26  | 27  | 28  | 29  | 30  | 31  |     |

| Juni | Juni | Juni | Juni | Juni | Juni | Juni | Juni |
| Kw   | Mo   | Di   | Mi   | Do   | Fr   | Sa   | So   |
| ---- | ---- | ---- | ---- | ---- | ---- | ---- | ---- |
| 22   |      |      |      |      |      |      | 1    |
| 23   | 2    | 3    | 4    | 5    | 6    | 7    | 8    |
| 24   | 9    | 10   | 11   | 12   | 13   | 14   | 15   |
| 25   | 16   | 17   | 18   | 19   | 20   | 21   | 22   |
| 26   | 23   | 24   | 25   | 26   | 27   | 28   | 29   |
| 27   | 30   |      |      |      |      |      |      |

| Juli | Juli | Juli | Juli | Juli | Juli | Juli | Juli |
| Kw   | Mo   | Di   | Mi   | Do   | Fr   | Sa   | So   |
| ---- | ---- | ---- | ---- | ---- | ---- | ---- | ---- |
| 27   |      | 1    | 2    | 3    | 4    | 5    | 6    |
| 2    | 7    | 8    | 9    | 10   | 11   | 12   | 13   |
| 29   | 14   | 15   | 16   | 17   | 18   | 19   | 20   |
| 30   | 21   | 22   | 23   | 24   | 25   | 26   | 27   |
| 31   | 28   | 29   | 30   | 31   |      |      |      |

| August | August | August | August | August | August | August | August |
| Kw     | Mo     | Di     | Mi     | Do     | Fr     | Sa     | So     |
| ------ | ------ | ------ | ------ | ------ | ------ | ------ | ------ |
| 31     |        |        |        |        | 1      | 2      | 3      |
| 32     | 4      | 5      | 6      | 7      | 8      | 9      | 10     |
| 33     | 11     | 12     | 13     | 14     | 15     | 16     | 17     |
| 34     | 18     | 19     | 20     | 21     | 22     | 23     | 24     |
| 35     | 25     | 26     | 27     | 28     | 29     | 30     | 31     |

| September | September | September | September | September | September | September | September |
| Kw        | Mo        | Di        | Mi        | Do        | Fr        | Sa        | So        |
| --------- | --------- | --------- | --------- | --------- | --------- | --------- | --------- |
| 36        | 1         | 2         | 3         | 4         | 5         | 6         | 7         |
| 37        | 8         | 9         | 10        | 11        | 12        | 13        | 14        |
| 38        | 15        | 16        | 17        | 18        | 19        | 20        | 21        |
| 39        | 22        | 23        | 24        | 25        | 26        | 27        | 28        |
| 40        | 29        | 30        |           |           |           |           |           |

| Oktober | Oktober | Oktober | Oktober | Oktober | Oktober | Oktober | Oktober |
| Kw      | Mo      | Di      | Mi      | Do      | Fr      | Sa      | So      |
| ------- | ------- | ------- | ------- | ------- | ------- | ------- | ------- |
| 40      |         |         | 1       | 2       | 3       | 4       | 5       |
| 41      | 6       | 7       | 8       | 9       | 10      | 11      | 12      |
| 42      | 13      | 14      | 15      | 16      | 17      | 18      | 19      |
| 43      | 20      | 21      | 22      | 23      | 24      | 25      | 26      |
| 44      | 27      | 28      | 29      | 30      | 31      |         |         |

| November | November | November | November | November | November | November | November |
| Kw       | Mo       | Di       | Mi       | Do       | Fr       | Sa       | So       |
| -------- | -------- | -------- | -------- | -------- | -------- | -------- | -------- |
| 44       |          |          |          |          |          | 1        | 2        |
| 45       | 3        | 4        | 5        | 6        | 7        | 8        | 9        |
| 46       | 10       | 11       | 12       | 13       | 14       | 15       | 16       |
| 47       | 17       | 18       | 19       | 20       | 21       | 22       | 23       |
| 48       | 24       | 25       | 26       | 27       | 28       | 29       | 30       |

| Dezember | Dezember | Dezember | Dezember | Dezember | Dezember | Dezember | Dezember |
| Kw       | Mo       | Di       | Mi       | Do       | Fr       | Sa       | So       |
| -------- | -------- | -------- | -------- | -------- | -------- | -------- | -------- |
| 49       | 1        | 2        | 3        | 4        | 5        | 6        | 7        |
| 50       | 8        | 9        | 10       | 11       | 12       | 13       | 14       |
| 51       | 15       | 16       | 17       | 18       | 19       | 20       | 21       |
| 52       | 22       | 23       | 24       | 25       | 26       | 27       | 28       |
| 1        | 29       | 30       | 31       |          |          |          |          |

## Ereignisse

### Politik und Weltgeschehen

#### Europa
- 26. März: Nach dem Tod von Sigurd I. werden sein Sohn Magnus IV. und sein Bruder Harald IV. gemeinsam Könige von Norwegen.
- Sizilien wird vom Gegenpapst Anaklet II. zum Königreich erhoben. Roger II. wird zu Weihnachten in Palermo zum ersten König gekrönt.

#### Fatimidenreich
- 7. Oktober: al-Amir fällt einem Mordanschlag seines Cousins al-Hafiz zum Opfer. Dieser folgt ihm als Prinzregent auf den Thron. Den wenige Monate alten Sohn seines Cousins, Abū l-Qāsim at-Taiyib, legitimer Nachfolger als elfter Kalif der Fatimiden und einundzwanzigster Imam der Schia der Hafizi-Ismailiten, lässt er verschwinden, was eine weitere Spaltung der Schia nach sich zieht. Am 21. Oktober wird er vom Militär genötigt, Abu Ali Ahmad ibn al-Afdal, genannt Kutaifat, zum Wesir zu ernennen. Kutaifat bringt umgehend alle für eine uneingeschränkte Machtausübung notwendigen Staatsfunktionen in seine Gewalt und lässt alle Gegner seiner Familie exekutieren.

#### Urkundliche Ersterwähnungen
- Erste urkundliche Erwähnung von Altbüron, Boppelsen, Büron, Dänikon, Gnodstadt, Münchingen, Rothenburg (Schweiz), Signau und Worb
- Burg Landsberg wird erstmals urkundlich erwähnt.

### Religion und Kultur

#### Papstwahl und Schisma

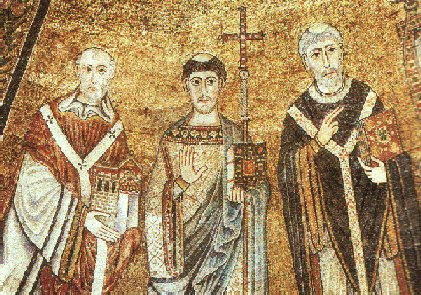
Papst Innozenz II. (links) neben dem Heiligen Laurentius und Calixt

- 13. Februar: Papst Honorius II. stirbt nach fünfjährigem Pontifikat. Die Wahl der beiden Päpste Anaklet II. und Innozenz II. in Rom am folgenden Tag löst ein mehrjähriges Schisma aus. Obwohl Innozenz II. von der Minderheit gekürt wird, setzt dieser sich in den Jahren danach gegen Anaklet II. durch, weil er die kaiserliche Partei auf seiner Seite hat.

#### Kirchenhierarchie
- 14. März: Nach dem Tod Bertholds I. von Alvensleben folgt ihm Bernhard I., bislang Leiter der Hildesheimer Domschule, als Bischof von Hildesheim.
- 1. Oktober: Nach dem Tod von Meginher von Falmagne bleibt der Stuhl des Erzbischofs von Trier für eineinhalb Jahre verwaist.

#### Sonstiges
- Das Konzil von Clermont verbietet Klerikern – ohne nennenswerten Erfolg – das ärztliche Praktizieren (vgl. Klostermedizin).

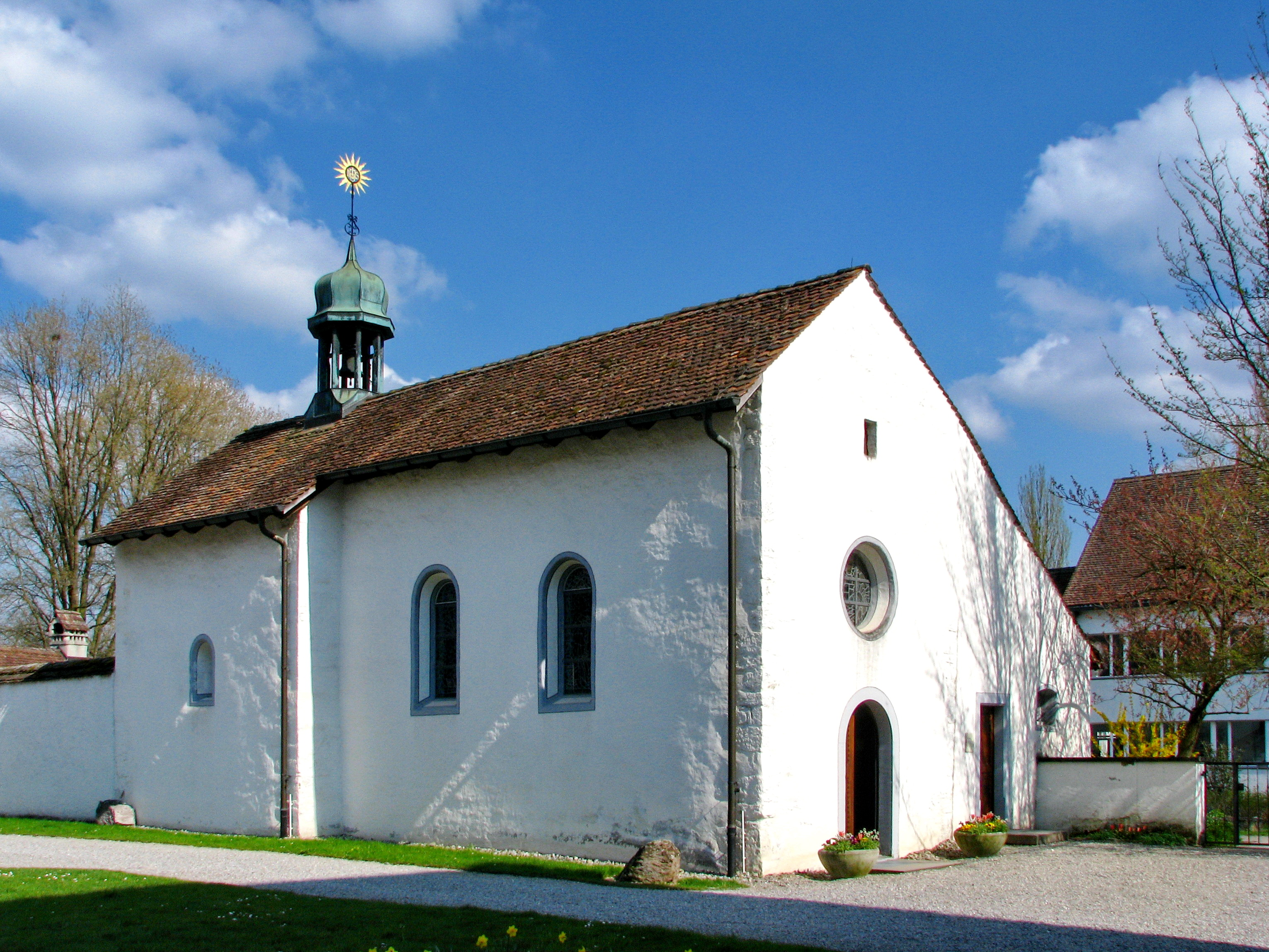
Die Klosterkapelle von Fahr

- Der Freiherr von Regensberg gründet am Fährübergang über die Limmat das Kloster Fahr.

## Historische Karten und Ansichten

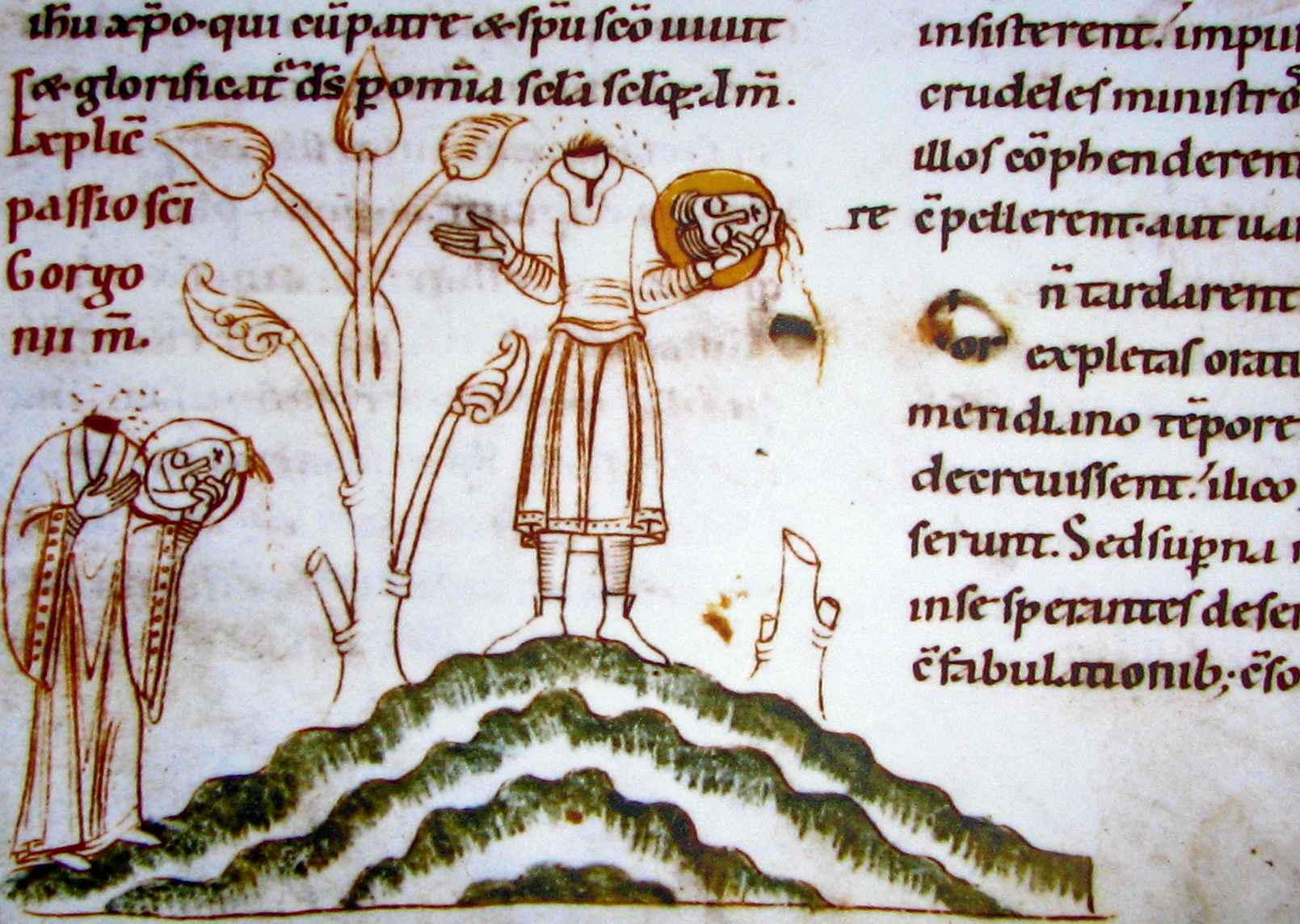
Älteste bekannte Darstellung der Zürcher Stadtheiligen Felix und Regula, Stuttgarter Passionale aus dem Jahr 1130

## Geboren

### Genaues Geburtsdatum unbekannt
- Amadeus II., Herr von Montfaucon und Graf von Mömpelgard († 1195)
- Beatrix von Rethel, Königin von Sizilien († 1185)
- Richard de Clare, 2. Earl of Pembroke, englischer Heerführer, bekannt als Strongbow († 1176)
- Euphrosina von Kiew, Königin von Ungarn († 1186)
- Fatima bint Saʿd al-Chair, muslimische Hadith-Gelehrte († um 1208)
- Géza II., König von Ungarn, König von Kroatien, Dalmatien und Rama († 1162)
- Zhu Xi, Neokonfuzianer († 1200)

### Geboren um 1130
- Philipp I. von Heinsberg, Erzbischof von Köln und Erzkanzler von Italien († 1191)
- Richard fitz Nigel, Bischof von London († 1198)
- Rosalia, Schutzheilige von Palermo († 1166)
- Wilhelm von Tyrus, Erzbischof von Tyros, Kanzler des Königreichs Jerusalem und Chronist († 1186)

## Gestorben

### Erstes Halbjahr
- 3. Januar: Burchard, Bischof von Cambrai
- 7. Januar: Balderich von Bourgueil, französischer Abt, Bischof, Schriftsteller und Dichter (* 1046)
- 13. Februar: Lamberto Scannabecchi, unter dem Namen Honorius II. Papst (* um 1060)
- 1. März: Wenzel I., Herzog von Olmütz (* 1107)
- 14. März: Berthold I. von Alvensleben, Bischof von Hildesheim
- 15. März: Udo IV. von Stade, Markgraf der Nordmark
- 26. März: Sigurd I., mit seinen Brüdern Olav und Øystein norwegischer König (* um 1090)
- 30. März: Diemut von Wessobrunn, katholische Nonne, Reklusin und Buchmalerin (* um 1060)
- 15. Mai: Isidor von Madrid, Heiliger der römisch-katholischen Kirche (* um 1070)

### Zweites Halbjahr
- 19. August: Bartholomäus von Simeri, griechischer Mönch, Klostergründer, Heiliger (* nach 1050)
- 20. August: Ibn Tumart, Missionar und Begründer der Bewegung der Almohaden (* 1077)
- 1. Oktober: Meginher von Vianden, Erzbischof von Trier (* um 1070)
- 7. Oktober: Hermann II., Herr in Baden, Graf des Breisgau und Markgraf von Verona (* um 1060)
- 7. Oktober: Al-Amir, Kalif der Fatimiden (* 1096)
- 16. Oktober: Pedro González de Lara, kastilischer Adliger

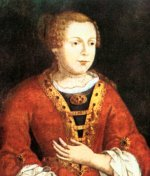
Theresia von León

- 11. November: Theresia von León, Gräfin, Regentin und Königin von Portugal (* 1080)
- 13. November: Adolf I., Graf von Schauenburg und Graf von Holstein (* vor 1106)

### Genaues Todesdatum unbekannt
- Abd al-Malik Imad ad-Daula, Emir aus der Dynastie der Hudiden (* vor 1100)
- Bohemund II., Fürst von Antiochia und Tarent (* 1108)
- Burchard I. von Loccum, Graf von Loccum, Graf im südlichen Ambergau und Vogt von Gandersheim und Clus (* um 1090)
- Thomas de Coucy, Herr von Coucy, Marle, Vervins, Pinon, La Fère und Boves (* um 1073)
- Symeon von Durham, englischer Chronist (* um 1060)
- Ismail al-Adschami, Anführer der syrischen Nizariten
- Stephan von La Ferté, Lateinischer Patriarch von Jerusalem
- Domenico Michiel, 35. Doge von Venedig
- Heinrich Raspe I., Adliger aus dem Haus der Ludowinger (* um 1095)
- Zhong Xiang, chinesischer Schamane, Heiler und Rebellenführer